# Neera (nome)
Neera  è un nome proprio di persona italiano femminile.

## Origine e diffusione

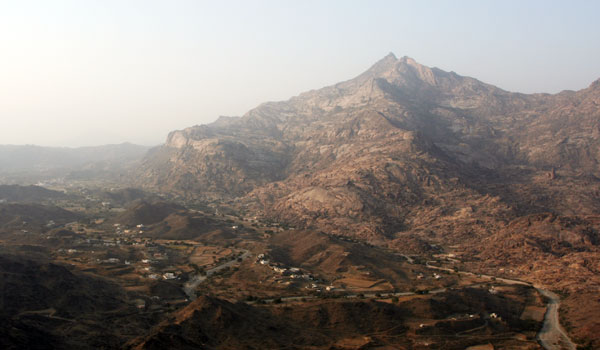
La scrittrice Neera

Deriva dal nome greco Νέαιρα (Neaira), latinizzato in Neaera o Neæra e basato su νεαρός (nearos, "giovane", un derivato di νέος, neos, "nuovo", da cui Nearco). È il nome di diversi personaggi della mitologia greca, fra cui si può citare la ninfa Neera, amata da Elio, e più avanti venne utilizzato da numerosi poeti (come Tibullo) come epiteto per la donna da loro amata.
La sua ripresa moderna è dovuta alla fama della scrittrice Anna Zuccari Radius, che lo adottò come pseudonimo; è accentrato soprattutto in Emilia-Romagna, ma va detto che la sua diffusione odierna è comunque scarsa.

## Onomastico
Il nome è adespota, non essendo portato da alcuna santa. L'onomastico si può festeggiare eventualmente il 1º novembre, giorno di Ognissanti.

## Persone
- Neera, etera greca antica
- Neera, scrittrice italiana
- Neera Tanden, politica statunitense